# Cortyta puengleri
Cortyta puengleri är en fjärilsart som beskrevs av Rothschild 1915. Cortyta puengleri ingår i släktet Cortyta och familjen nattflyn. Inga underarter finns listade i Catalogue of Life.